# One for All
Albums de Brand Nubian
In God We Trust
(1993)
Singles
1. Brand Nubian
Sortie : 1989
2. Feel So Good
Sortie : 1990
3. Wake U
Sortie : 7 novembre 1990
4. Slow Down
Sortie : 27 mars 1991
5. All for One
Sortie : 5 septembre 1992

One for All est le premier album studio de Brand Nubian, sorti le 4 décembre 1990.
L'album, qui a été acclamé par la critique, s'est classé 32e au Heatseekers, 34e au Top R&B/Hip-Hop Albums et 130e au Billboard 200.

## Liste des titres
| No  | Titre                                                             | Contient un (des) sample(s) de | Durée |
| --- | ----------------------------------------------------------------- | --- | ----- |
| 1.  | All for One (Produit par Brand Nubian)                            | Can Mind de James Brown Goodbye Love de Guy All for One de James Brown Funky President de James Brown                                                             | 4:56  |
| 2.  | Feels So Good (Produit par Brand Nubian)                          | Just the Way You Are de Billy Joel Sing a Happy Song de War | 5:04  |
| 3.  | Concerto in X Minor (Produit par Brand Nubian)                    | Walk Tall du The Cannonball Adderley Quintet featuring Jesse Jackson When the Revolution Comes des Last Poets                                                     | 3:58  |
| 4.  | Ragtime (Produit par Skeff Anselm)                                | Tommy's Groove du Gap Band | 4:15  |
| 5.  | To the Right (Produit par Brand Nubian)                           | Funky President de James Brown | 4:18  |
| 6.  | Dance to My Ministry (Produit par Brand Nubian)                   | Bad Tune d'Earth, Wind & Fire Different Strokes de Syl Johnson Pump Me Up de Trouble Funk                                                                         | 4:21  |
| 7.  | Drop the Bomb (Produit par Brand Nubian)                          | Jungle Jazz de Kool & The Gang Drop the Bomb de Trouble Funk Anti-nigger Machine de Public Enemy                                                                  | 5:01  |
| 8.  | Wake Up (Stimulated Dummies Mix) (Produit par Stimulated Dummies) | Tanga Boo Gonk des Nite-Liters | 4:45  |
| 9.  | Step to the Rear (Produit par Stimulated Dummies)                 | Plantation Inn des Mar-Keys Just a Friend de Biz Markie (1989) Smooth Operator de Big Daddy Kane                                                                  | 4:00  |
| 10. | Slow Down (Produit par Brand Nubian)                              | What I Am d'Edie Brickell & New Bohemians Rock Me Tonight de Freddie Jackson Kool It (Here Comes the Fuzz) de Kool & The Gang Never Had a Dream des Ohio Players  | 5:03  |
| 11. | Try to Do Me (Produit par Dave « Jam » Hall)                      | Somebody's Watching Me de Rockwell featuring Michael Jackson Different Strokes de Syl Johnson Bring It Here de Wild Sugar Catch a Groove de Juice                 | 4:20  |
| 12. | Who Can Get Busy Like This Man... (Produit par Brand Nubian)      | Popcorn With a Feeling de James Brown Ooh Boy de Rose Royce Nuff Respect de Lady G                                                                                | 4:30  |
| 13. | Grand Puba, Positive and L.G. (featuring Positive K)              | Nobody Can Be You de Steve Arrington Military Cut - Scratch Mix de DJ Grand Wizard Theodore et Kevie Kev Rockwell Here We Go (Live at the Funhouse) de Run–D.M.C. | 4:31  |
| 14. | Brand Nubian (Produit par Brand Nubian)                           | Rigor Mortis de Cameo Flash Light de Parliament | 4:38  |
| 15. | Wake Up (Reprise in the Sunshine) (Produit par Brand Nubian)      | Everybody Loves the Sunshine du Roy Ayers Ubiquity Another Day de Ray, Goodman & Brown                                                                            | 5:25  |
| 16. | Dedication (Produit par Brand Nubian)                             | Say It Loud, I'm Black and I'm Proud de James Brown | 4:09  |